# روز دی ششم ژوئن
روز دی ششم ژوئن (انگلیسی: D-Day the Sixth of June) یک فیلم عاشقانه جنگی سینما اسکوپ محصول رنگی ۱۹۵۶  است که توسط استودیو قرن بیستم ساخته شده‌است. کارگردانی آن را هنری کوستر و تهیه کنندگی چارلز براکت بر اساس فیلمنامه ایوان موفت و هری براون بر اساس رمانی به نام ششم ژوئن نوشته لیونل شاپیرو در سال ۱۹۵۵ انجام داد.